# Aphelandra ferreyrae
Aphelandra ferreyrae är en akantusväxtart som beskrevs av Wasshausen. Aphelandra ferreyrae ingår i släktet Aphelandra och familjen akantusväxter. Inga underarter finns listade i Catalogue of Life.